# Confraternita di Maria Santissima di Pietraquaria

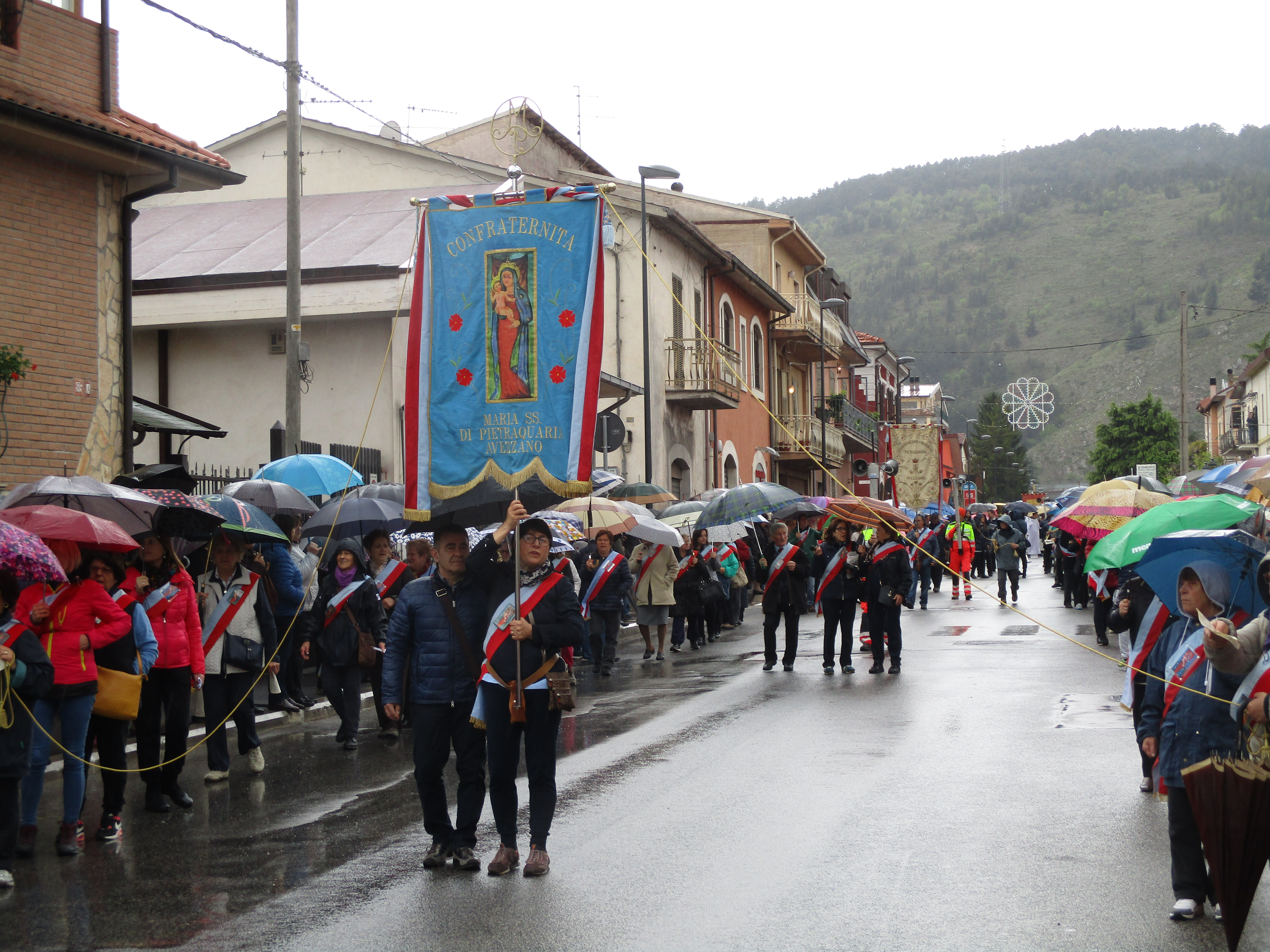
Lo stendardo della confraternita di Maria SS. di Pietraquaria durante la processione del 27 aprile

La confraternita di Maria Santissima di Pietraquaria è una confraternita di Avezzano fondata nel 1891.

## Storia

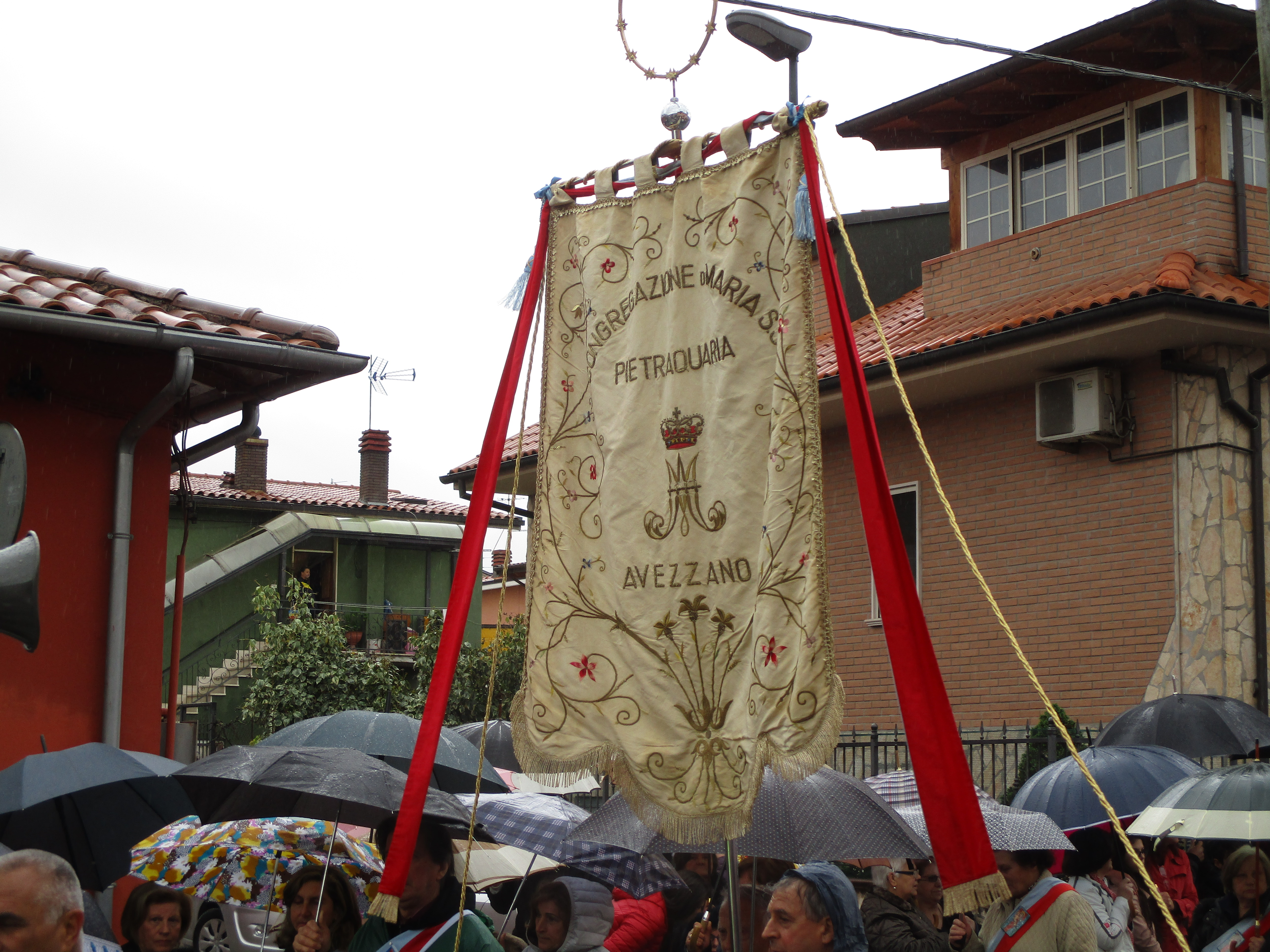
Lo stendardo della congregazione di Maria SS. di Pietraquaria

La costituzione della confraternita di Maria SS. di Pietraquaria risale all'8 giugno 1891 quando l'allora vescovo della diocesi dei Marsi, S.E. Enrico De Dominicis la riconobbe ufficialmente attraverso la bolla vescovile. 
La prima richiesta formale per la nascita della confraternita giunse il 2 gennaio del 1852 da parte dei fedeli di Avezzano e della Marsica che frequentavano il santuario della Madonna di Pietraquaria e che sentirono il bisogno di costituire un'associazione pubblica di fedeli regolamentata da apposito statuto. L'allora Vescovo dei Marsi, S.E. Michelangelo Sorrentino ricevette la richiesta da parte del portavoce dei fedeli avezzanesi Giovanni Falcone che però non ricevette il necessario assenso di Ferdinando II, penultimo re del delle Due Sicilie, a causa delle aspre vicende politiche e sociali legate all'Unità d'Italia.   
Il 27 gennaio 1891 fu il portavoce dei fedeli della Madonna di Pietraquaria, Tommaso Del Rosso, ad avanzare una nuova richiesta per la costituzione della locale confraternita. Accolta la richiesta dei fedeli il Vescovo marsicano S.E. Mons. Enrico De Dominicis richiese e ottenne il 13 marzo dello stesso anno la sottoscrizione da parte degli stessi fedeli del regolamento che stabiliva natura e fini dell'associazione cattolica. Così l'8 giugno 1891 poté riconoscere canonicamente la confraternita sotto il titolo di Maria SS. di Pietraquaria approvando nel contempo le regole sottoscritte dai fedeli. L'associazione, dopo la presentazione dello statuto e della lettera del vescovo provante l'erezione canonica, ottenne con un diploma ufficiale del 2 luglio 1891 del Padre Preposito generale dei Gesuiti l'aggregazione in perpetuo alla Primaria Congregazione Mariana di Roma, madre di tutte le confraternite mariane, potendo così godere delle stesse indulgenze, delle grazie e degli stessi privilegi.
L'attività della confraternita di Pietraquaria ebbe inizio il 27 settembre 1891 con una solenne cerimonia religiosa officiata nel santuario da Padre Pietro da Balsorano dell'Ordine dei frati minori cappuccini di Avezzano. A causa del terremoto della Marsica del 1915 che provocò la morte di gran parte della popolazione avezzanese e della prima guerra mondiale l'attività per alcuni anni fu interrotta, per riprendere nel 1922 quando i confratelli superstiti e i nuovi arrivati ridiedero vita all'associazione di fedeli. 
Nel 1991 dopo aver celebrato il centenario della sua costituzione e sulle indicazioni giunte dalla conferenza episcopale Abruzzese e Molisana, la confraternita ha provveduto ad aggiornare lo statuto associativo adeguandolo alle nuove realtà della Chiesa cattolica al fine di agire in sintonia con gli insegnamenti del Concilio Vaticano II.

## Festeggiamenti in onore della Madonna di Pietraquaria

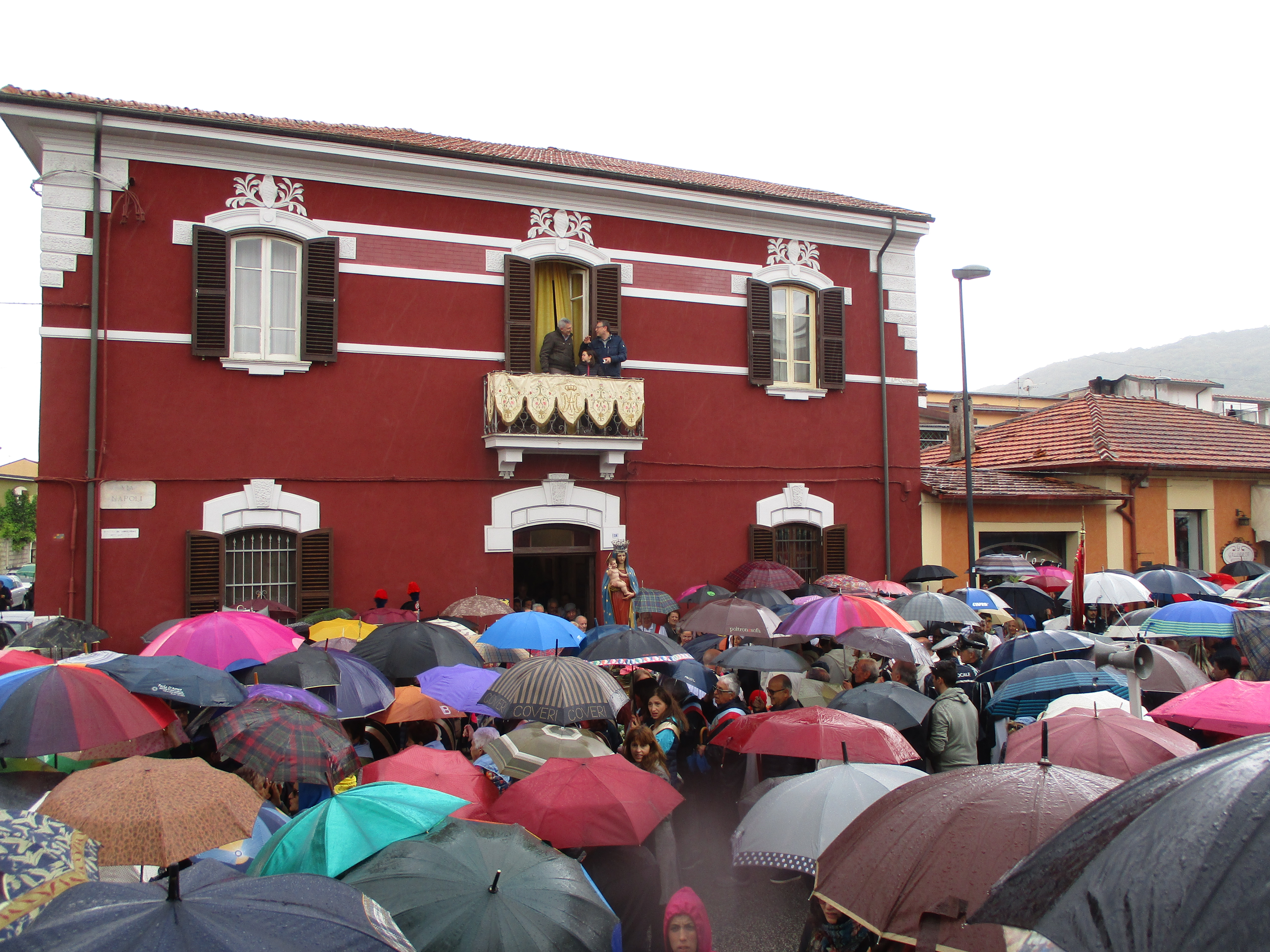
Processione nel giorno della festa della Madonna di Pietraquaria

La festa in onore della Madonna di Pietraquaria, proclamata compatrona di Avezzano nel 1978, si protrae annualmente per tre giorni nel mese di aprile. Le celebrazioni a carattere religioso e civile si svolgono ogni anno dal 25 al 27 aprile.

## Attività
L'attività della confraternita di Maria SS. di Pietraquaria favorisce la realizzazione e la cura della vocazione cristiana dei confratelli, sostiene le celebrazioni religiose e il culto pubblico, promuove iniziative culturali e caritative, collabora con la diocesi, le parrocchie e le altre confraternite ai vari livelli territoriali.  
Prevede inoltre ampi spazi per l'evangelizzazione, la formazione, l'impegno di assistenza e di carità.